# 賓得士K-3
宾得 K-3（Pentax K-3）是賓得士推出的2400萬像素高階數位單眼相機，使用 APS-C 尺寸的CMOS感光元件。於2013年10月7日發表。

## 概要
宾得 K-3是擁有1600萬畫素感光元件的K-5 II 和 K-5 IIs的後繼產品（兩者差異在於 K-5 IIs 省略了光學低通濾鏡或抗混叠滤波器，可防止 K-5 II 產生的圖像里出現當時其他大部分相機所拍攝影像中的莫列波紋）。宾得在 K-3 允許用戶選擇是否開啟抗混叠滤波器模擬器，從而免除了同一機種必須提供兩個不同模組的問題。這種機制啟動時會使感應器振動，在稍微模糊的影像中可取代光學抗混叠滤波器的功能，達到和 K-5 IIs 或其他有光學抗混叠滤波器相同的效果。當抗混叠滤波器模擬器關閉時，K-3的感光元件就可以和 K-5 IIs 一樣記錄相當清晰的影像。
宾得 K-3也是第一款支援可遙控拍攝與下載影像的宾得 FluCard的相機。
宾得 K-3的機身為鎂合金的防塵、防潑水及耐寒機體。同價位的競爭機種為尼康D7100和佳能 EOS 70D。

## 限量版
當 K-3 最初發表時，理光也提供該相機的 Silver Edition 銀色限量版，其中包含銀色相機機身和电池手柄，以及獨特的紅色皮革背帶。根據理光的資料，這將有銀色限量版的賓得士 HD DA 鏡頭搭配。2014年7月，理光推出 Prestige Edition 銀灰限定組，包含有銀灰色機身與电池手柄，以及兩個電池和浮雕有「2014 TIPA BEST DIGITAL SLR EXPERT」與賓得士 K-3 標誌的黑色人造皮革頸帶。每個限量版生產數量限2000組。

## 獲獎
宾得 K-3獲得影像技術媒體協會（TIPA）2014年最佳專業數位單眼相機獎（Best Digital SLR Expert）與歐洲影像及音樂協會（EISA）2014-2015年攝影獎最佳高階數位單眼相機獎。

## 外部連結

### 產品官方網頁
- Pentax K-3 - Pentax US

### 其他網頁
- Digital Camera Review （页面存档备份，存于）
- Imaging Resource （页面存档备份，存于）
- Video review by Spyros Heniadis (16:29 duration) （页面存档备份，存于）